# Alliance & Leicester
Alliance & Leicester – dawne brytyjskie towarzystwo budowlane, a następnie bank, w 2008 roku nabyty przez grupę Santander, która w 2010 roku dokonała jego fuzji z bankiem Santander UK.
Towarzystwo budowlane Alliance & Leicester powstało w 1985 roku z połączenia Alliance Building Society oraz Leicester Building Society, którego początki sięgają 1852 roku. W 1990 roku Alliance & Leicester przejął Girobank, będący wcześniej własnością Post Office. W 1997 roku dokonano przekształcenia spółki w bank i wprowadzono ją na Londyńską Giełdę Papierów Wartościowych.
W 2008 roku bank został przejęty przez grupę Santander i wycofany z giełdy, a dwa lata później dokonano jego fuzji z bankiem Santander UK. Międzynarodowy oddział banku – Alliance & Leicester International Ltd. z siedzibą w Douglas, na Wyspie Man – funkcjonował w ramach grupy Santander do 2013 roku, po czym również został wchłonięty przez bank Santander UK.